# Ōza 2019
L'Ōza 2019 è stata la sessantasettesima edizione del torneo goistico giapponese Ōza.

## Svolgimento

### Fase preliminare
La fase preliminare serve a determinare chi accede al torneo per la selezione dello sfidante. Consiste in una serie di tornei preliminari iniziali, i cui vincitori si qualificano al torneo per la determinazione dello sfidante.
- W indica vittoria col bianco
- B indica vittoria col nero
- X indica la sconfitta
- +R indica che la partita si è conclusa per abbandono
- +N indica lo scarto dei punti a fine partita
- +F indica la vittoria per forfeit
- +T indica la vittoria per timeout
- +? indica una vittoria con scarto sconosciuto
- V indica una vittoria in cui non si conosce scarto e colore del giocatore

|  | Primo turno       | Primo turno       | Primo turno |  |  | Secondo turno    | Secondo turno    | Secondo turno    |       |              | Semifinali   | Semifinali | Semifinali |  |  | Finale | Finale | Finale |
|  |                   |                   |             |  |  |                  |                  |                  |       |              |              |            |            |  |  |        |        |        |
|  | Naoto Hikosaka    |                   |             |  |  |                  |                  |                  |       |              |              |            |            |  |  |        |        |        |
|  | Katsuya Motoki    | Katsuya Motoki    | W+R         |  |  | Katsuya Motoki   | Katsuya Motoki   |                  |       |              |              |            |            |  |  |        |        |        |
|  | Shinji Takao      | Shinji Takao      | W+R         |  |  | Shinji Takao     | Shinji Takao     | B+R              |       |              |              |            |            |  |  |        |        |        |
|  | Satoru Kobayashi  | Satoru Kobayashi  |             |  |  |                  |                  |                  |       | Shinji Takao | Shinji Takao |            |            |  |  |        |        |        |
|  | Rin Kanketsu      | Rin Kanketsu      |             |  |  |                  | Kagen Kyo        | Kagen Kyo        | W+6,5 |              |              |            |            |  |  |        |        |        |
|  | Kagen Kyo         | Kagen Kyo         | W+R         |  |  | Kagen Kyo        | Kagen Kyo        | B+3,5            |       |              |              |            |            |  |  |        |        |        |
|  | Hironari Nakano   | Hironari Nakano   | B+0,5       |  |  | Hironari Nakano  | Hironari Nakano  |                  |       |              |              |            |            |  |  |        |        |        |
|  | Keigo Yamashita   | Keigo Yamashita   |             |  |  |                  |                  |                  |       |              | Kagen Kyo    | Kagen Kyo  |            |  |  |        |        |        |
|  | Rin Kono          | Rin Kono          | B+R         |  |  |                  | Toramaru Shibano | Toramaru Shibano | B+R   |              |              |            |            |  |  |        |        |        |
|  | Akihiko Fujita    | Akihiko Fujita    |             |  |  | Rin Kono         | Rin Kono         | B+R              |       |              |              |            |            |  |  |        |        |        |
|  | Ryo Ichiriki      | Ryo Ichiriki      | W+R         |  |  | Ryo Ichiriki     | Ryo Ichiriki     |                  |       |              |              |            |            |  |  |        |        |        |
|  | Atsushi Tsuruyama | Atsushi Tsuruyama |             |  |  |                  |                  |                  |       | Rin Kono     | Rin Kono     |            |            |  |  |        |        |        |
|  | Makoto Son        | Makoto Son        |             |  |  |                  | Toramaru Shibano | Toramaru Shibano | W+4,5 |              |              |            |            |  |  |        |        |        |
|  | Cho U             | Cho U             | W+R         |  |  | Cho U            | Cho U            |                  |       |              |              |            |            |  |  |        |        |        |
|  | Satoshi Yuki      | Satoshi Yuki      |             |  |  | Toramaru Shibano | Toramaru Shibano | W+0,5            |       |              |              |            |            |  |  |        |        |        |
|  | Toramaru Shibano  | Toramaru Shibano  | B+R         |  |  |                  |                  |                  |       |              |              |            |            |  |  |        |        |        |

### Finale
La finale è una sfida al meglio delle cinque partite.